# みさき樹里
みさき 樹里（みさき じゅり、女性、1980年9月25日 - ）は、日本の漫画家。福岡県出身。
2002年ごろからラポートやスタジオDNA（現・一迅社）発行のアンソロジーコミックに参加。

## 作品リスト
- CLANNAD オフィシャルコミック（原作：Key、『月刊コミックラッシュ』2005年5月号 - 2009年4月号、全8巻）
- リトルバスターズ!エクスタシー ワンダービット ワンダリング（原作：Key、『月刊コンプエース』2010年5月号[2] - 2012年1月号、全3巻）
- 雀娘。（『まんがタイムジャンボ』2017年1月号 - 2018年4月号） - 未単行本化
- ちびっこ賢者、Lv.1から異世界でがんばります!（『電撃PlayStation』別冊付録『月刊デンプレコミック』#25（Vol.671） - #40（Vol.686、最終号[3]）→『WEBデンプレコミック』（現・電撃コミックレグルス）2020年4月24日 - 連載中、既刊5巻）